# Ingenic
Ingenic (chinois simplifié : 北京君正集成电路股份有限公司 ; pinyin : Běijīng Jūnzhēng jíchéng diànlù gǔfèn yǒuxiàn gōngsī ; littéralement, Pékin Jūnzhēng circuit intégré, société par action à capital limité) est une société de semi-conducteurs chinoise basée à Pékin.
Elle est spécialisée dans une famille de produits d'architecture MIPS.
Certains de ces produits utilisent des GPU Vivante.
L'architecture XBurst est compatible avec l'architecture MIPS et à 8 niveaux de pipeline
La technologie XBurst est constituée de deux parties :
- Un jeu d'instruction hybride RISC/SIMD/DSP permettant au processeur de faire des calculs, des traitements de signal et des traitements vidéo.
- un moteur de pipeline innovant qui consomme très peu d'énergie lors de l'émission des instructions. Le cœur du processeur (incluant le cache de niveau 1) consomme 100 mW à 1 000 MHz avec des circuits de 65 nm.

## XBurst

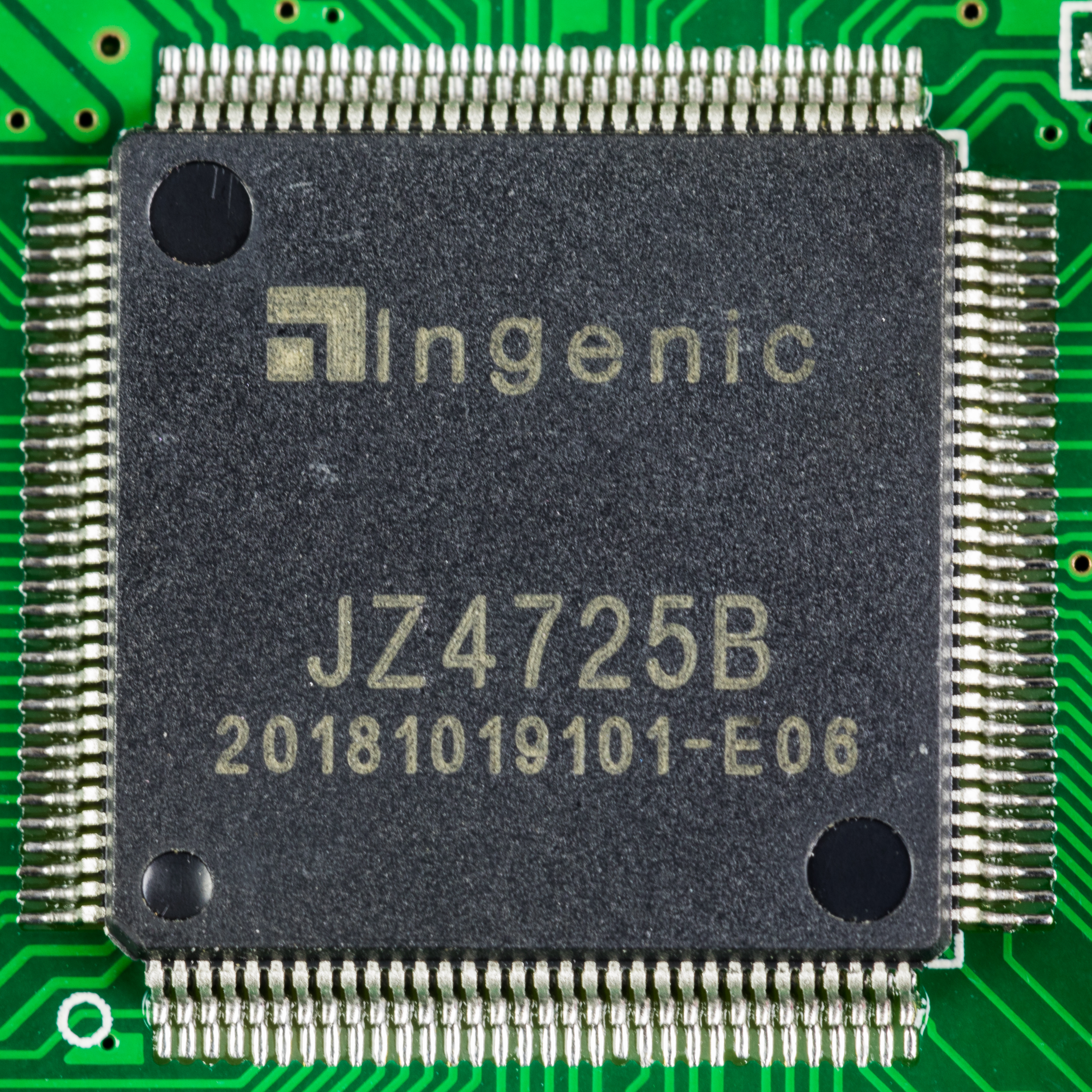
Ingenic JZ4725

## XBurst[1]
- JZ4720 (240 MHz, 150 mW)[2]
- JZ4725B (360 MHz, 200 mW)[3]
- JZ4730 (336 MHz, 200 mW)[4]
- JZ4740 (360 MHz, 200 mW) ajoute les décodages RMVB, MPEG-1/2/4 jusqu'à la résolution D-1 grâce au jeu d'instruction SIMD[5]
- JZ4750 (360 MHz, 200 mW) ajoute l'encodage TV[6]
- JZ4755 (400 MHz), le second cœur est uniquement utilisé pour les traitements vidéo[7]
- JZ4760 (600 MHz), le second cœur est uniquement utilisé pour les traitements vidéo, IEEE754 FPU  (28 juillet 2011)[8]
- JZ4770 (1 GHz, ~250 mW), unité de décodage vidéo 1080p pour H.264, VC-1 et VP8 (un second cœur MIPS à 500 MHz avec une extension SIMD), cœur graphic 2D+3D GC860 (sous licence Vivante[9], supportant OpenGL ES 2.0 et OpenVG 1.1[10]
- JZ4780 (2 cœurs à 1,2 Ghz)[11]
- X1000 et X1000E, orienté IoT, 1 CPU jusqu'à 1 GHz, ULP (<200 mW), LPDDR in Package (X1000 32 MB, X1000E 64MB), audio CODEC avec 4 moteurs DMIC[12]

| Modèle       | Fréquence [MHz] | Architecture | année | Processus [nm] | Consommation [W] | Vcore [V] | L1 Dcache [k] | L1 Icache [k] | L2 cache [k] | VPU              | GPU                                |
| ------------ | --------------- | ------------ | ----- | -------------- | ---------------- | --------- | ------------- | ------------- | ------------ | ---------------- | ---------------------------------- |
| JZ4720       | 240             | -            | 2005  | 180            | 0.15             | 1.8       | 16            | 16            | -            | -                | -                                  |
| JZ4725B      | 360             | -            | 2005  | 160            | 0.2              | 1.8       | 16            | 16            | -            | -                | -                                  |
| JZ4730       | 336             | -            | 2005  | 180            | 0.2              | 1.8       | 16            | 16            | -            | -                | -                                  |
| JZ4740       | 360             | MIPS32       | 2007  | 160            | 0.2              | 1.8       | 16            | 16            | -            | -                | -                                  |
| JZ4750       | 360             | MIPS32       | 2009  | 180            | 0.2              | 1.8       | 16            | 16            | -            | 480P             | -                                  |
| JZ4755       | 400             | MIPS32       | 2009  | 160            |                  | 1.8       | 16            | 16            | -            | 576P             | -                                  |
| JZ4760       | 600             | MIPS32       | 2010  | 130            |                  | 1.2       | 16            | 16            | -            | 720P             | Vivante GC200 (2D)                 |
| JZ4770       | 1000            | MIPS32       | 2011  | 65             | 0.25             | 1.2       | 16            | 16            | 256          | 1080P            | Vivante GC860 (2D, 3D)             |
| JZ4775       | 1000            | MIPS32       | ?     | 65             | 0.25             | 1.2       | 16            | 16            | 256          | 720P             | X2D core (2D)                      |
| JZ4780       | 1200            | 2×MIPS32     | 2012  | 40             | ?                | ?         | 32            | 32            | 512          | 4Kx2K            | X2D core (2D) PowerVR SGX 540 (3D) |
| X1000/X1000E | 1000            | MIPS32       | ?     | ?              | <0.2             | ?         | 16            | 16            | 128          | 8/9/16 bits SLCD | Non                                |

## Systèmes d'exploitation
- Android 4.0 ICS
- Android 4.1[13] et distribution GNU/Linux OpenDingux (avec pilote libre pour le GPU)[14] sur le SoC JZ4770.